# Binarne relacije
Binarna relacija na skupu {\displaystyle S} je svaki podskup {\displaystyle {\mathcal {R}}\subseteq S\times S} (podskup Kartezijevog produkta skupa {\displaystyle S} sa samim sobom). Ako je uređeni par {\displaystyle (x,y)\in {\mathcal {R}}} onda kažemo da je {\displaystyle x} u relaciji {\displaystyle {\mathcal {R}}} s {\displaystyle y}, i pišemo {\displaystyle x{\mathcal {R}}y} ili {\displaystyle {\mathcal {R}}(x,y)}.
Primjer:
Neka je S neprazan skup, {\displaystyle S} = {1,2,3,4}, Kartezijev produkt skupa S sa samim sobom je:
```

  

    

      

        
S

        
x

        
S

      

    

    
{\displaystyle SxS}

  

 = {{1,1},{1,2},{1,3},{1,4},{2,1},{2,2},{2,3},{2,4},{3,1},{3,2},{3,3},{3,4},{4,1},{4,2},{4,3},{4,4}}
```

Binarna relacija {\displaystyle <} ("uobičajena" relacija biti manji od nasljeđena iz skupa realnih brojeva) na skupu SxS je onaj podskup skupa SxS za kojeg vrijedi da je {\displaystyle x{\mathcal {R}}y}, tj. u ovom primjeru x<y:
```

  

    

      

        

          

            
R

          

        

        
⊆

        
S

        
×

        
S

      

    

    
{\displaystyle {\mathcal {R}}\subseteq S\times S}

  

 = {{1,2},{1,3},{1,4},{2,3},{2,4},{3,4}}
```

Ova relacija nije refleksivna jer za niti jedan uređeni par ne vrijedi da je x<x (x manji od samog sebe), 
npr. da bi relacija bila refleksivna za (1,2) trebao bi postojati element skupa {\displaystyle {\mathcal {R}}\subseteq S\times S} oblika (1,1).
Također nije simetrična jer za niti jedan uređeni par ne vrijedi da je y<x, ako vrijedi da je x<y
npr. ne postoji element {\displaystyle {\mathcal {R}}\subseteq S\times S} za (2,3) oblika (3,2)
Ova relacija je tranzitivna jer za x<y i y<z vrijedi da je x<z
npr. za (1,2) i (2,3) postoji element (1,3)
Nije antisimetrična jer ne vrijedi x<y i y<x iz čega bi slijedilo da je x=y.
Binarna relacija može biti:
- refleksivna: ako je {\displaystyle x{\mathcal {R}}x,\forall x\in S} (svaki element je u relaciji sam sa sobom);
- antirefleksivna (irefleksivna): ako je {\displaystyle \neg (x{\mathcal {R}}x),\forall x\in S} (niti jedan element ne smije biti u relaciji sam sa sobom);
- simetrična: ako {\displaystyle x{\mathcal {R}}y\Rightarrow y{\mathcal {R}}x,\forall x,y\in S} (ako je {\displaystyle x} u relaciji sa {\displaystyle y} onda i {\displaystyle y} mora biti u relaciji sa {\displaystyle x});
- antisimetrična: ako {\displaystyle (x{\mathcal {R}}y)\land (y{\mathcal {R}}x)\Rightarrow x=y} (ako je {\displaystyle x} u relaciji sa {\displaystyle y} i {\displaystyle y} u relaciji sa {\displaystyle x}, onda je {\displaystyle x=y});
- asimetrična: ako {\displaystyle x{\mathcal {R}}y\Rightarrow \neg (y{\mathcal {R}}x),\forall x,y\in S} (ako je {\displaystyle x} u relaciji sa {\displaystyle y} onda {\displaystyle y} ne smije biti u relaciji sa {\displaystyle x});
- tranzitivna: ako {\displaystyle (x{\mathcal {R}}y)\land (y{\mathcal {R}}z)\Rightarrow x{\mathcal {R}}z} (ako je {\displaystyle x} u relaciji sa {\displaystyle y}, i {\displaystyle y} u relaciji sa {\displaystyle z} onda je {\displaystyle x} i u relaciji sa {\displaystyle z});

## Relacija ekvivalencije
Binarna relacija je relacija ekvivalencije, ako je refleksivna, simetrična i tranzitivna. 
U slučaju kada se domena relacije podudara sa skupom na kojem je relacija zadana, dovoljan uvjet da ona bude relacija ekvivalencije je da bude simetrična i tranzitivna (refleksivnost će slijediti iz spomenutih svojstava). Vidi klasa ekvivalencije.

## Parcijalni uređaj i totalni uređaj
Binarna relacija je (strogi) parcijalni uređaj ako je antirefleksivna i tranzitivna. Ako dodatno dopustimo jednakost elemenata uz tako definiranu relaciju, novonastala relacija naziva se refleksivna relacija parcijalnog uređaja, relacija koja je refleksivna, tranzitivna i antisimetrična.
Ako dodatno vrijedi i {\displaystyle (\forall x,y\in S)}, {\displaystyle (x{\mathcal {R}}y\lor y{\mathcal {R}}x)}, za relaciju kažemo da je totalni uređaj, a navedeno svojstvo relacije nazivamo usporedivost ili potpunost.